# USS Advance (AMc-63)
USS Advance (AMc-63) – trałowiec typu Accentor. Pełnił służbę w United States Navy w czasie II wojny światowej.
Jego stępkę położono w 12 kwietnia 1941 jako "Aggressor". Przemianowany na "Advance" 23 maja 1941. Zwodowano go 28 czerwca 1941. Wszedł do służby 10 października 1941.
W czasie wojny pełnił służbę na Atlantyku w pobliżu wschodniego wybrzeża USA.
Wycofany ze służby 6 grudnia 1945. Skreślony z listy jednostek floty 3 stycznia 1946. Sprzedany na złom 3 marca 1947